# Talisia floresii
Talisia floresii là một loài thực vật có hoa trong họ Bồ hòn. Loài này được Standl. miêu tả khoa học đầu tiên năm 1931.